# ガルバニ電池
ガルバニ電池（ガルバニでんち、英: galvanic cell）とは、異種の電気伝導体の相が直列につながっていて、そのうち少なくとも1つがイオン伝導体の相であり、かつ両端の相が同じ化学的組成の電子伝導体である電気化学的な系である。ガルバニ電池のうち、一般的に、化学エネルギーから電気エネルギーへの変換を目的とするものは化学電池または電池と呼ばれ、電気エネルギーから化学エネルギーへの変換を目的とするものは電解槽と呼ばれる。（注：化学電池についてのみを「ガルバニ電池」とする流儀もある。）
「ガルバニ」という名前は生体由来の電気の発生メカニズムを着想したルイージ・ガルヴァーニに由来し、古くは化学生成由来の電気を「ガルヴァニズム」（galvanism）と呼んだ。しかし、原理を解明し、ガルバニ電池を直接発明したのはガルヴァーニの説を否定したアレッサンドロ・ボルタである。

## 歴史
18世紀後半、既に電気の物理学的作用は知られており、当時は摩擦起電機やライデン瓶を用いて物理的に生じた電気で実験が広く行われていた。
イタリアの医師であるルイージ・ガルヴァーニは、解剖したカエルの足に電気を流すと収縮運動が起きて反応することを発見し、検流器として用いた（カエル検流器）。やがてガルヴァーニは、ベンジャミン・フランクリンが1752年に行った凧の実験に基づく雷の正体を電気とする説について、カエル検流器を用いて実証を試みた。この実験において、外部から電流を与えずとも、カエルの延髄に取り付けられた真鍮のフックと、鉄の手すりが接触した時にも脚が痙攣することを偶然に発見した。この結果からガルヴァーニは、生体には電気を発生させるメカニズムがあり、筋肉を動かすのは電気の力であるとする説を提唱した。彼はこれを「動物電気」（animal electricity）と名付けて、従来において生命力などと呼ばれてきたものの正体だとした。一連の研究成果は1791年に論文として発表された。
一方、ガルヴァーニの実験を追試したアレッサンドロ・ボルタは、電気が筋肉や神経ではなく、実験に用いた2種類の金属の接触に由来すると考えた。この仮説を元にボルタは、1794年にボルタ電堆を発明し、1800年に、さらにこれを改良した最初の化学電池と呼ばれるボルタ電池を発明した。
当時の科学者の間ではガルヴァーニ説とボルタ説で論争になったが、最終的にはボルタ説が正しいことが認められた。ただ、ボルタはガルヴァーニに敬意を示し、化学生成由来の電気を、従来の電気と区別するためにガルヴァーニ電気と命名し、化学電池にもガルバニ電池という固有名詞を与えた。

## 概要
電池図式という方法で表すと、例えば、
1. {\displaystyle {\rm {M_{1}\mid M_{2}\mid S\mid M_{3}\mid M_{1}}}}
2. {\displaystyle {\rm {M_{1}\mid M_{2}\mid S\mid M_{1}}}}
3. {\displaystyle {\rm {M_{1}\mid M_{2}\mid S_{1}\mid S_{2}\mid M_{3}\mid M_{1}}}}
4. {\displaystyle {\rm {M_{1}\mid M_{2}\mid S_{1}\mid S_{3}\mid S_{2}\mid M_{2}\mid M_{1}}}}

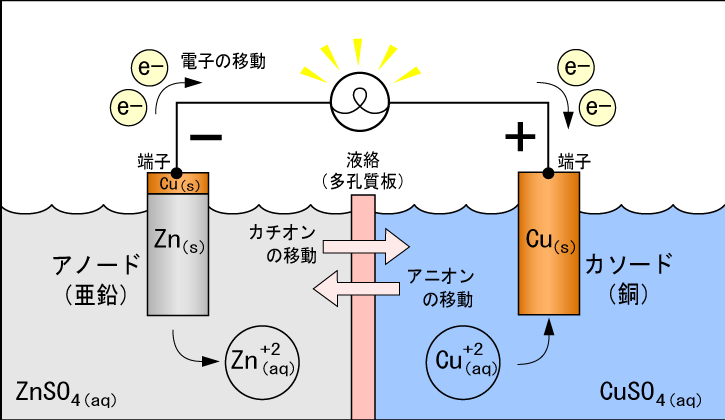
ガルバニ電池の例（ダニエル電池）
_{4}_{4}

となる系はガルバニ電池である。ここで、Mは電子伝導体（例えば金属）の相、Sはイオン伝導体（例えば電解質水溶液）の相、|は相の境界を表す。
M1のように電池図式の両端に置かれる同一組成の電子伝導体の相は端子と呼ばれる。端子は電池図式において省略されることがある。M2やM3のようにイオン伝導体と接している電子伝導体の相を電極という。（M2|SやS|M3のように、電子伝導体の相とイオン伝導体の相が接している系について電極系〈広義の電極〉または半電池〈はんでんち、half-cell〉ということがある。）2つめの例のM1のように電極が端子を兼ねる場合もある。3つめの例のS1|S2のように、異なるイオン伝導体の相が接している部分を液絡（えきらく、liquid junction）という。液絡では、電気的接続（イオン伝導）を確保しつつ溶液の混合を防ぐために、ガラスやセラミックスでできた多孔性の板や半透膜、イオン交換膜などが用いられる。また、4つめの例のように、S1とS2を直接に液絡させず、第3のイオン伝導体の相S3を介して接続することもある。このとき用いられるS3のようなイオン伝導体の相を塩橋（えんきょう、salt bridge）という。
図式の左の端子の電位に対する右の端子との電位差をガルバニ電池の電位差（電圧）とし、電池図式中を正電荷が左から右へ進む方向の電流を正の符号と約束する（1953年のIUPAC勧告。解説は例えば）。このとき、電子伝導体からイオン伝導体へ正電荷が移動する電極（電池図式のM|S部分）をアノード、イオン伝導体から電子伝導体へ正電荷が移動する電極（電池図式のS|M部分）をカソードという。すなわち、電池図式において、アノードは左側、カソードは右側に配置される。

## ガルバニ電池の例

### ボルタ電池
ボルタ電池は、亜鉛板と銅板を硫酸水溶液中に浸した電池で、電池図式では次のように表すことができる。
{\displaystyle \mathrm {Cu\mid Zn\mid H_{2}SO_{4}(aq)\mid Cu} }
右側の銅電極は端子も兼ねている。（左の銅端子については、銅線を使って電池に接続することだと考えるとわかりやすい。）

### ダニエル電池
ダニエル電池は、亜鉛板を硫酸亜鉛水溶液中に、銅板を硫酸銅水溶液中に浸した電池で、電池図式では次のように表すことができる。
{\displaystyle \mathrm {Cu\mid Zn\mid ZnSO_{4}(aq)\parallel CuSO_{4}(aq)\mid Cu} }
ダニエル電池には硫酸亜鉛水溶液と硫酸銅水溶液との液絡がある。（液絡の部分が||〈二重縦線〉になっているが、これは液間電位を無視できることを示す。）